# Tobramycyna
Tobramycyna (łac. tobramycinum) – organiczny związek chemiczny, antybiotyk aminoglikozydowy o działaniu bakteriobójczym szczególnie wobec Pseudomonas aeruginosa. Jest wytwarzany przez promieniowiec Streptomyces tenebrarius.

## Spektrum działania
- Pseudomonas aeruginosa
- Enterobacteriaceae – szczególnie Serratia
- Staphylococcus

## Mechanizm działania
Mechanizm działania tobramycyny, podobnie jak innych aminoglikozydów, polega na blokowaniu syntezy białek bakteryjnych. Antybiotyk ten, wiąże się nieodwracalnie z miejscem A rybosomu uniemożliwiając bakterii włączanie nowych aminokwasów do powstającego białka. Działanie jest uzależnione od wniknięcia leku do wnętrza komórki bakteryjnej, w którym znajdują się rybosomy.

## Wskazania
- sepsa
- zakażenia dolnych dróg oddechowych
- zapalenie opon mózgowo-rdzeniowych
- zapalenie otrzewnej
- zakażenia skóry, kości i tkanek miękkich
- powikłane i nawracające zakażenia układu moczowego
- zakażenia Pseudomonas aeruginosa u chorych ze mukowiscydozą
- leczenie przewlekłych zapaleń płuc u chorych na mukowiscydozę po 6. roku życia
- okulistyka:
  - zapalenie brzegów powiek, woreczka łzowego
  - ostre i przewlekłe zapalenie spojówek
  - zapalenie i owrzodzenie rogówki
  - profilaktyka okołooperacyjna

## Przeciwwskazania
- nadwrażliwość na tobramycynę lub inne aminoglikozydy
- ostrożnie u chorych:
  - z uszkodzeniem nerek
  - w podeszłym wieku
  - z myasthenia gravis
  - z chorobą Parkinsona

Tobramycyna, według Klasyfikacji FDA ryzyka stosowania leków w czasie ciąży, należy do kategorii C. Oznacza to, że w badaniach na zwierzętach wykazano szkodliwe działanie dla płodu, jednak jej wpływ na ciążę człowieka nie jest potwierdzony w badaniach klinicznych. W związku z tym tobramycyna jest przeciwwskazana w czasie ciąży.

## Działania niepożądane
- neurotoksyczność:
  - zaburzenia słuchu i równowagi
  - zawroty głowy
  - szumy w uszach
  - głuchota – zazwyczaj nieodwracalna, objawiająca się początkowo utratą słuchu w zakresie tonów wysokich
- nefrotoksyczność:
  - uszkodzenie nerek
  - zwiększenie stężenia azotu pozabiałkowego oraz kreatyniny
  - białkomocz
  - skąpomocz
  - wałeczkomocz
- niedokrwistość
- granulocytopenia
- małopłytkowość
- eozynofilia
- gorączka
- osutka
- złuszczające zapalenie skóry
- świąd
- pokrzywka
- nudności, wymioty
- biegunka
- bóle głowy
- senność
- ból w miejscu wstrzyknięcia
- zaburzenia świadomości
- zaburzenia orientacji
- zwiększenie aktywności AspAT, AlAT, LDH i bilirubiny
- zmniejszenie stężenia Ca, Mg, Na i K
- po zastosowaniu miejscowym do worka spojówkowego:
  - pieczenie
  - zaczerwienie spojówek i powiek
  - reakcje nadwrażliwości
- po podaniu w postaci inhalacji:
  - chrypka
  - kaszel
  - podrażnienie gardła

## Stosowanie w trakcie ciąży i karmienia
Kategoria C (nie stosować w okresie karmienia piersią).

## Preparaty
- preparaty proste:
  - Brulamycin
  - Tobi
  - Tobrex
- preparaty złożone:
  - Tobradex – tobramycyna + deksametazon